# GJ 3076
GJ 3076 is een vlamster met een spectraalklasse van M5. De ster bevindt zich 56,23 lichtjaar van de zon.